# گنشکی
گنشکی (به لاتین: Gęsiki) یک روستا در لهستان است که در گمینا بارچیانه واقع شده‌است.